# Stoppa (gioco di carte)
La stoppa (o Stop) è un gioco di carte italiano basato su scommessa, per alcuni aspetti simile al poker. È compresa tra i giochi proibiti nei locali pubblici.

## Il gioco
Una partita di Stoppa prevede la partecipazione di un numero di giocatori compreso fra 3 e 6, anche se il numero ideale di partecipanti è 4 o 5 giocatori.
Per tale gioco si utilizza un mazzo di 40 carte regionali italiane a figure (solitamente carte napoletane, o anche piacentine, siciliane, sarde, romagnole). In base al numero di giocatori, il mazzo viene utilizzato completo o privato di alcune carte, al fine di garantire a tutti i giocatori lo stesso numero di carte durante lo svolgimento del gioco, secondo il seguente schema:
| Numero di Giocatori | Numero di carte utilizzate | Carte per giocatore | Carte rimosse dal mazzo |
| ------------------- | -------------------------- | ------------------- | ----------------------- |
| 3                   | 39                         | 13                  | Un Re a scelta          |
| 4                   | 40                         | 10                  | Nessuna                 |
| 5                   | 40                         | 8                   | Nessuna                 |
| 6                   | 36                         | 6                   | Tutti i Re              |

All'inizio di ogni sessione di gioco viene individuato, solitamente tramite sorteggio (ad esempio distribuendo tutte le carte scoperte fino all'assegnazione dell'asso di denari), il giocatore che per la prima partita assumerà il ruolo di mazziere. Nelle partite successive il ruolo di mazziere viene assunto a turno da tutti i giocatori, seguendo il senso antiorario. Anche la distribuzione delle carte avviene in senso antiorario, definendo così, per ogni partita, un ordine di priorità fra i giocatori, che verrà utilizzato nel caso di parità dei punteggi fra due o più giocatori durante un data partita.
All'interno del gioco della Stoppa, le carte assumono gli stessi punteggi utilizzati nel gioco della scopa per verificare la primiera, ovvero:
| Tipo di carta | Punteggio |
| ------------- | --------- |
| Sette         | 21 punti  |
| Sei           | 18 punti  |
| Asso          | 16 punti  |
| Cinque        | 15 punti  |
| Quattro       | 14 punti  |
| Tre           | 13 punti  |
| Due           | 12 punti  |
| Fante         | 10 punti  |
| Cavallo       | 10 punti  |
| Re            | 10 punti  |

Ogni partita si compone di 4 distinte fasi di gioco, più o meno simili fra loro, una delle quali è iterata più volte, ovvero:
- Preparazione della partita
- "Punto Piccolo" (da 2 a 5 iterazioni a seconda del numero di giocatori)
- "Punto Grosso"
- "Stoppata"

### 1ª Fase: Preparazione della partita
Come prima operazione, ogni giocatore pone al centro del tavolo (in un contenitore reale o immaginario, chiamato piatto) una quota di partecipazione obbligatoria (chiamata "misera", oppure "punto" e "beccata"), il cui ammontare è stato concordato in precedenza. La somma di tutte le quote va a definire il montepremi totale della partita, che viene così suddiviso:
- Un insieme di montepremi di piccola entità ed uguale valore (ognuno di essi detto "punto piccolo"), il cui numero coincide con il numero di iterazione della Fase "Punto Piccolo".
- Un più rilevante montepremi finale (detto esso stesso "punto grosso"), costituito dalla rimanenza del montepremi totale, che sarà conteso nella Fase "Punto Grosso".

### 2ª Fase: Il Punto Piccolo
Come già indicato precedentemente, è prevista la ripetizione di questa fase di gioco in un numero di iterazioni derivante dal numero di giocatori, come indicato dal seguente tabella:
| Numero di Giocatori | Carte totali per giocatore | Numero iterazioni | Sequenza di distribuzione delle carte durante le iterazioni |
| ------------------- | -------------------------- | ----------------- | ----------------------------------------------------------- |
| 3                   | 13                         | 5                 | 3-3-3-3-1                                                   |
| 4                   | 10                         | 4                 | 3-3-3-1                                                     |
| 5                   | 8                          | 3                 | 3-3-2                                                       |
| 6                   | 6                          | 2                 | 3-3                                                         |

All'inizio di ogni iterazione, il mazziere distribuisce in senso antioriario 3 carte ad ogni giocatore (incluso se stesso): fa eccezione l'ultima iterazione, dove è possibile che siano rimaste da distribuire 1 o 2 carte per giocatore, come indicato nella tabella precedente.
Ad ogni turno, iniziando dal giocatore con maggiore priorità (ovvero quello seduto immediatamente a destra del mazziere), i giocatori comunicheranno la loro volontà di concorrere alla vincita di uno dei montepremi di piccola entità, effettuando la puntata di una quantità di denaro a scelta. In maniera simile a quanto avviene in altri giochi a puntata come ad es. il poker, un giocatore può aderire alla competizione versando la stessa quota versata dai giocatori precedenti, o eventualmente rilanciare effettuando una puntata di maggiore valore.
Se due o più giocatori hanno effettuato una puntata, si stabilisce il vincitore facendo riferimento solo alle carte ricevute nell'iterazione in corso e secondo il seguente ordine di rilevanza:
1. Numero delle carte dello stesso seme ricevute
2. Somma dei punteggi delle carte dello stesso seme (secondo il sistema di punteggio precedentemente indicato)
3. Ordine di priorità fra i giocatori

Come si può evincere dal sistema di punteggio precedentemente indicato, il punteggio più alto che un giocatore può ricevere in questa fase è 55 punti, ovvero sette, sei ed asso di un determinato seme (rispettivamente 21, 18 e 16 punti, per un totale di 55).   
Per fare alcuni esempi ed ipotizzando che il giocatore A sia stato servito prima del giocatore B: 
- Il giocatore A (Re, Fante e 3 di coppe, totale punteggio 33) batte il giocatore B (Asso di spade, 7 e 5 di bastoni, totale punteggio 36), in quanto A, nonostante abbia un punteggio più basso, possiede tre carte dello stesso seme (coppe), mentre B solo 2 dello stesso seme (bastoni).
- Il giocatore B (Fante di coppe, 7 e 6 di spade, totale punteggio 39) batte il giocatore A (7 e 5 di denari, 6 di coppe, totale punteggio 36), in quanto sia A che B possiedono solo 2 carte dello stesso seme (denari per A e spade per B), e B ha un punteggio più alto di quello del giocatore A.
- Il giocatore A (Re di denari, Asso e 6 di coppe, totale punteggio 34) batte il giocatore B (7 e 3 di bastoni, fante di coppe, totale punteggio 34), in quanto A e B hanno lo stesso numero di carte dello stesso seme e lo stesso punteggio, ma A precede B nell'ordine di priorità fra i giocatori (ovvero è stato servito prima dal mazziere).

Il giocatore vincitore ritirerà, oltre alla sua puntata, le puntate degli altri giocatori che hanno partecipato alla competizione ed un "punto piccolo" 
Nel caso in cui tutti i giocatori precedenti non effettuino alcuna puntata, il mazziere vincerà automaticamente un "punto piccolo", senza necessità di dover dichiarare il valore delle proprie carte.
Al termine di una generica iterazione della fase "Punto Piccolo", ogni giocatore ammucchierà le carte ricevute durante questa iterazione assieme alle altre ricevute durante le iterazioni precedenti e si predisporrà per iniziare una nuova iterazione. Alla fine dell'ultima iterazione (ossia quando saranno stati assegnati tutti i "punti piccoli"), si passerà alla fase successiva.

### 3ª Fase: il Punto Grosso
La fase del Punto Grosso è concettualmente simile alla fase precedente, ma con alcune differenze. Innanzitutto, in questa fase è prevista una sola iterazione, in cui tutti i giocatori concorrono alla vincita del montepremi finale. Inoltre, per concorrere a tale vincita, ogni giocatore deve selezionare, a partire dall'insieme delle carte ricevute durante le iterazione della fase del Punto Piccolo, il trio di maggior valore di carte appartenenti allo stesso seme.  
Come nella fase precedente, anche in questo caso il punteggio massimo raggiungibile è 55 punti, ed anche in questo caso si stabilisce il vincitore facendo alle carte scelte nell'insieme delle carte ricevute nelle iterazioni della fase 2 (ovvero si scelgono il trio delle carte col più alto valore possibile sommando unicamente le carte dello stesso seme) e secondo il seguente ordine di rilevanza:
1. Numero delle carte dello stesso seme ricevute
2. Somma dei punteggi delle carte dello stesso seme (secondo il sistema di punteggio precedentemente indicato)
3. Ordine di priorità fra i giocatori

Per fare un esempio, ipotizziamo che vi siano 5 partecipanti e che i giocatori A e B abbiano ricevuto rispettivamente:
Giocatore A: 1° iterazione Punto piccolo (6 di denari, 7 di spade, asso di spade bastoni), 2° iterazione (5 di denari, 4 di denari, 7 di coppe), 3° iterazione (asso di coppe, re di coppe). Il giocatore A è in possesso di due gruppi di tre carte dello stesso seme, ovvero 6, 5 e 4 di denari (rispettivamente 18, 15 e 14 punti, totale 47) e 7, asso e re di coppe (rispettivamente 21, 16 e 10 punti, totale 47). Quindi i due gruppi di carte hanno il medesimo valore.
Giocatore B: 1° iterazione Punto piccolo (7 di denari, 5 di bastoni, fante di bastoni), 2° iterazione (3 di denari, 6 di coppe, 2 di coppe), 3° iterazione (asso di denari, 4 di coppe). Il giocatore A è in possesso di due gruppi di tre carte dello stesso seme, ovvero 7, 3 ed asso di denari (rispettivamente 21, 13 e 16 punti, totale 50) e 6, 2 e 4 di coppe (rispettivamente 18, 12 e 14 punti, totale 44). Il miglior trio di carte è quello a denari.
Nel caso in cui sia il Giocatore A che il Giocatore B effettuino una puntata e quindi concorrano alla vincita del punto grosso, vincerà quest'ultimo per 50 punti contro i 47 punti del Giocatore A.

### 4ª Fase: la Stoppata
Una volta conclusa la fase del punto grosso, inizia la fase finale del gioco: chi è di mano butta sul tavolo una carta e continua a metterne sopra delle altre, una alla volta, in ordine crescente. Non è fondamentale iniziare la stoppata con la carta più bassa, il giocatore si riserva di iniziare la stoppata con la carta che più gli conviene per terminare per primo la stoppata, indipendentemente dal seme e dal punteggio, fino ad arrivare al Re. A questo punto può aprire un'altra sequenza da una carta qualsiasi.
Quando il giocatore di mano non ha altre carte da eliminare, il turno passa al giocatore successivo (sempre seguendo il senso antiorario) che deve continuare la sequenza già iniziata fino a cercare di chiuderla con un Re, per poi aprire a sua volta un'altra sequenza.

#### Casi particolari
- Quando si inizia una sequenza (quindi dopo il Re o essendo di mano) è possibile lanciare i propri Assi (e questo vale solo per gli Assi) tutti in una volta.

- Se una sequenza termina con un Asso, il giocatore successivo può continuarla coi propri Assi anche se non ha il 2. Ciò perché il regolamento del gioco tende ad agevolare i portatori di assi, come si legge nelle regole che seguono (con tre o quattro assi senza RE non si stoppa).

- L'unico caso in cui un giocatore può calare più di una carta alla volta è quando, per il valore richiesto dalla "stoppata", ne ha per tutti i semi; in quel caso può calarle tutte e 4 contemporaneamente.

- Per la regola sopra descritta, può capitare che si esaurisca una determinata carta: in questo caso si continua con la carta di valore successivo. Per esempio, se un giocatore arriva al Sei e non ci sono più Sette, allora potrà continuare direttamente con il Fante (la Donna).

- Quando la carta esaurita è il Re, il Cavallo acquisisce le caratteristiche del Re, cioè consente di aprire una nuova sequenza da una carta a scelta (e così via).

- Prima di iniziare la stoppata, se uno dei giocatori si trova in mano con almeno tre 2 e senza Re la fase della stoppata non si attua. Varianti della regola sono tre assi senza Re o quattro assi senza Re, o tre assi e basta.

- Se prima di iniziare la stoppata, uno dei giocatori non si trova in mano nemmeno una figura dichiara la "misera" (anche detta "poverello" o "pezzente"), la fase della stoppata non si attua e ogni giocatore gli versa il punto stabilito all'inizio del gioco.

- Se prima di iniziare la stoppata, uno dei giocatori si trova con quattro re, non si stoppa e gli altri giocatori gli versano il punto stabilito all'inizio del gioco. Tale situazione è talvolta detta ambiguamente "ricchezza", visto che i due casi hanno lo stesso esito, anche se altri giocatori non hanno in mano nemmeno una figura.

- Tre Assi senza Re: il giocatore che possiede almeno 3 assi senza avere il Re (dieci) può buttarli quando arriva il suo turno, anche se non rispetta la sequenza. NON VALE IN TUTTE LE VARIANTI REGIONALI

Il primo che esaurisce tutte le carte “stoppa”, oppure meglio fa "la stoppata", e tutti gli altri devono versargli la misera fissata per le altre fasi, per ogni 2 (o 3) carte che hanno ancora in mano. Nel caso le carte in mano siano dispari, quella "in più" non viene pagata ed il pagante dice al pagato "strush't", "pulisciti" che comicamente sta ad indicare "non ti pago ma puoi usare questa carta per pulirti".
Può anche capitare che un giocatore esaurisca tutte le carte al primo turno: in questo caso si parla di “stoppata di mano” o anche di "stoppa filante" (non cambiano le regole).
A questo punto il gioco finisce, il mazziere diviene chi era di mano e si ricomincia da capo fino a terminare il giro dei mazzieri (cioè quando il mazziere originale diviene giocatore di mano); inoltre è di uso comune continuare ad oltranza il giro di mazzieri e volendo terminare definitivamente il gioco, uno dei giocatori "chiama il giro", cioè si termina il giro in corso e se ne fa un altro obbligato, ricordando che non si effettua la stoppata finale dell'ultimo mazziere.
Nel caso in cui nella 4ª fase "Stoppata" erroneamente venisse omesso di calare una carta da parte di un giocatore (ad esempio per una svista), e il gioco continua, non accorgendosi del vizio, fino alla chiusura di uno dei giocatori, gli effetti rimangono uguali a quelli di una chiusura normale.
Laddove, viceversa, ci si accorgesse dell'errore prima della chiusura, si può optare, all'unanimità dei giocatori, o per l'annullamento della stoppata o per la rettifica della fase sequenza viziata.